# 暲子內親王

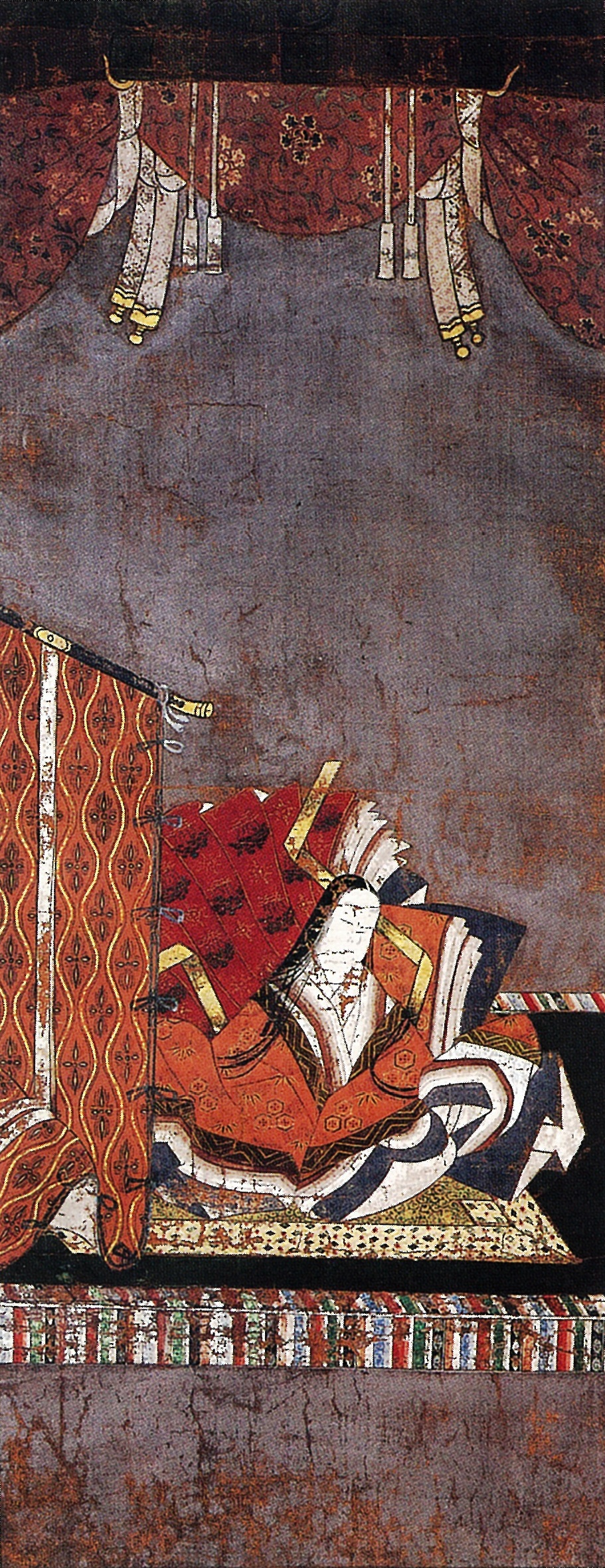
八條院暲子內親王像（室町時代中期，安樂壽院藏）

暲子內親王（保延3年四月初八－建曆元年六月廿六，即1137年4月29日—1211年8月6日），為日本第74代天皇鳥羽天皇之女五宮，生母為鳥羽天皇第二任皇后—藤原得子（美福門院）。同母姊叡子內親王、同母妹姝子內親王、同母弟近衛天皇。

## 生平
暲子內親王出生時，生母藤原得子為鳥羽天皇之普通嬪妃，並不十分得寵，因此在保延四年，暲子內親王2歲時才獲得內親王之封位。
3歲時，其母藤原得子生下了體仁親王（即日後的第76代天皇—近衛天皇），在體仁親王出生後，暲子內親王曾對鳥羽天皇說；「要是弟弟以後當了東宮太子，那兒就是東宮姊」，這番話引的鳥羽天皇一陣笑，並問暲子內親王；「這世界上還有東宮姊這樣的職務嗎」，卻也因為這樣顯出璋子內親王的聰慧。
而鳥羽天皇之皇后藤原泰子（高陽院），因年老色衰而逐漸失寵，因此體仁親王一出生即獲得鳥羽天皇之寵愛，連帶的將體仁親王之母藤原得子，宣下為女御，而原本失寵的皇后藤原泰子，在此前早已受號為高陽院，便順勢出家，而藤原泰子所留下的皇后宮之缺，便順理成章的由受寵的藤原得子繼位。
在此之後，因生母成為皇后、且近一步的掌握了部分朝政，並於十年之後，鸟羽法皇胁迫崇德天皇讓位於體仁親王（即近衛天皇）而成為上皇，藤原得子也被封為美福門院，暲子內親王也在久安二年10歲時得到了准三宮的優榮，又額外的被加封1000戶的封戶。

## 擦身而過女天皇
19歲那年，正值壯年的弟弟—近衛天皇突然駕崩，由於生前沒有留下子嗣，而近衛天皇的異母兄弟們，又不被鳥羽上皇承認為自己的親生子，因此不方便鳥羽上皇繼續以院政的方式執掌朝政，於是便和美福門院商議之下，決定由親生女兒—暲子內親王繼位成為女天皇。
立暲子內親王為女天皇，這項決策得到了不少朝臣的認可，但放著近衛天皇的異母兄弟們不管，由女子之身的暲子內親王繼承皇位，若欲得到世人的認可，實在有點說不過去，因此最後仍決定以已故的中宮藤原璋子之子—雅仁親王繼位為第77代的後白河天皇。
后白河天皇繼位後一年，暲子內親王時年20歲，父帝鳥羽上皇崩御，雖然鳥羽上皇臨終前，將暲子內親王和朝政托付於美福門院，但孤掌難鳴，后白河天皇也趁著鳥羽上皇的駕崩，掌握了部分的政權。喪夫的美福門院只能堅守著女兒暲子內親王和鳥羽上皇的托付，繼續守著手中僅有的大權，但不久，日本歷史上有名的保元之亂爆發。在戰亂中，后白河天皇不但消滅了以退位的同母兄弟—崇德上皇的勢力，也取回了剩下掌握在美福門院手中的權力，隨後暲子內親王得到后白河天皇的暗示，便在保元二年出家，法名金剛觀（一說法名應為金剛性）。
雖然好不容易剷除了美福門院在朝中的勢力，也因為逼迫暲子內親王出家，因而保證自己的皇子們繼承皇位的可能性（畢竟鳥羽天皇生前曾決定，將暲子內親王立為女天皇），但在朝中還是有一股美福門院的暗流正蓄勢待發，因此后白河天皇為了安撫美福門院的支持者們，命自己的皇子—守仁親王認美福門院為義母，又將暲子內親王的同母妹—姝子內親王准三宮宣下。一年之後，后白河天皇讓位於守仁親王，即第78代天皇—二条天皇，又將姝子內親王立為二条天皇之中宮，而暲子內親王也隨之被立為二条天皇之準母，但此時暲子內親王已經出家，故無法被加封為皇后宮。

## 八条女院
在暲子內親王成為二条天皇準母後，過了一年，44歲的生母美福門院崩御。而她同母的姊妹和弟弟，除了身為二條天皇中宮而無法繼承領地的同母妹妹姝子內親王，此時都已不在人世，作為鳥羽天皇和美福門院唯一在世有資格繼承領地的子女，暲子內親王繼承了父皇和母后兩人龐大的遺產，被稱為八條院領，包括；安樂壽院領、歡喜光院領等220個領地，在此之後，於應保元年女院宣下，號八条院，（因此後世常稱其為八条院暲子或八条女院、甚至是八条女帝），這也是後宮女性不經由皇后宣下或中宮宣下的手續，而直接得到女院院號的開始。而上述那份繼承而來的龐大遺產，再加上暲子內親王原有的準三宮封戶及額外的1000戶封戶，這份龐大的財產使八条院暲子內親王在日後的動亂中掌握了大半權力。
由於暲子內親王已出家，因此無法生育子女來繼承財產，於是暲子內親王收後白河法皇的皇子高倉宮以仁王（日後高倉天皇的哥哥）為養子，而以仁王也是因為有養母暲子內親王的支持，日後才有權勢和平家對抗。
之後隨著二条天皇、六条天皇和高倉天皇，依序的即位、退位和崩御，暲子內親王的勢力依然不減，擁有這樣的遺產及能和朝廷與之抗衡的力量，使得當時的貴族們都很願意將自己的女兒送入暲子內親王的宮邸內成為女房，使的八条女院的宮邸中，聚集了許多貌美又才華出眾的女房。雖然有著極大的權勢卻身居幕後，即使是在源平之戰打的水火不容的時局之下，八条院因此成為一位在源平兩家都很受敬重的一位人物。
在高倉天皇之後，平安時代迎來了平安朝最後一位天皇—安德天皇，這位由平清盛所扶立的年幼天皇，成為平家的傀儡，造成平家的權勢達到鼎盛，但卻使得八条女院之養子以仁王極為不滿，因此以真天皇之名起兵征討，但最終以戰敗收場。平定戰亂後，平家大規模的搜查逮捕所有和以仁王有關者，但以仁王之子（八条院名義上的孫子）在八条女院的翼護下，最後頂多出家（法號道尊）為僧作為收場。

## 八條院領的繼承
八条女院義子的高倉宮以仁親王，有一位妃子稱三位局（同時也是八条女院的眾多女房之一），兩人之間育有一位5歲的女兒，算是八条女院的義孫女，日後由八条女院以盛大的儀式收為養女，被稱作三条姬君。之後朝廷政權逐漸落入武家手中，鎌倉時代第一位天皇—后鳥羽天皇即位，時年57歲的八条女院，又依序將九条良輔收為猶子，10年之後又收後鳥羽天皇的女一宮—昇子內親王（日後的春華門院）為養女。
八条院在60歲時生了一場重病，病危的八条院將大部分的遺產都贈給了三条姬君，但八条女院最終病癒，並且又活到了後鳥羽天皇讓位於為仁親王，即位為第83代天皇土御門天皇之時。
8年之後，八条女院68歲，但養女三条姬君卻先自己一步而亡，由於三条姬君尚未出嫁，因此原本以贈送的財產又全數回到八条院的手中，幾年之後，土御門天皇讓位，由14歲的第三皇子—守成親王繼位為第84代天皇順德天皇，最後，在順德天皇朝的建曆元年六月，八条女院的暲子內親王崩逝，享壽75歲。
八条女院逝世後，她所留下的遺產八條院領，全數由她的另一位養女—後鳥羽天皇的女一宮昇子內親王繼承，昇子內親王在養母亡故後，先是承為順德天皇準母，在承元二年尊稱皇后，一年之後，女院宣下為春華門院，但昇子內親王並在繼承養母八条女院的遺產後5個月，春華門院昇子內親王即以17歲的之齡過世，而自養母那繼承來的遺產，則由昇子內親王的義子—順德天皇繼承。
隨著皇位輾轉輪替，八條院領也不斷由不同皇族繼承下來。當順德天皇失勢後，又先後為後高倉院守貞親王、安嘉門院邦子内親王繼承，最後成為大覺寺統皇族（龜山天皇、後宇多天皇、昭慶門院憙子内親王、後醍醐天皇）的重要經濟基礎。